# Gelis intermedius
Gelis intermedius är en stekelart som först beskrevs av Forster 1850.  Gelis intermedius ingår i släktet Gelis och familjen brokparasitsteklar. Inga underarter finns listade i Catalogue of Life.